# Hortus botanicus

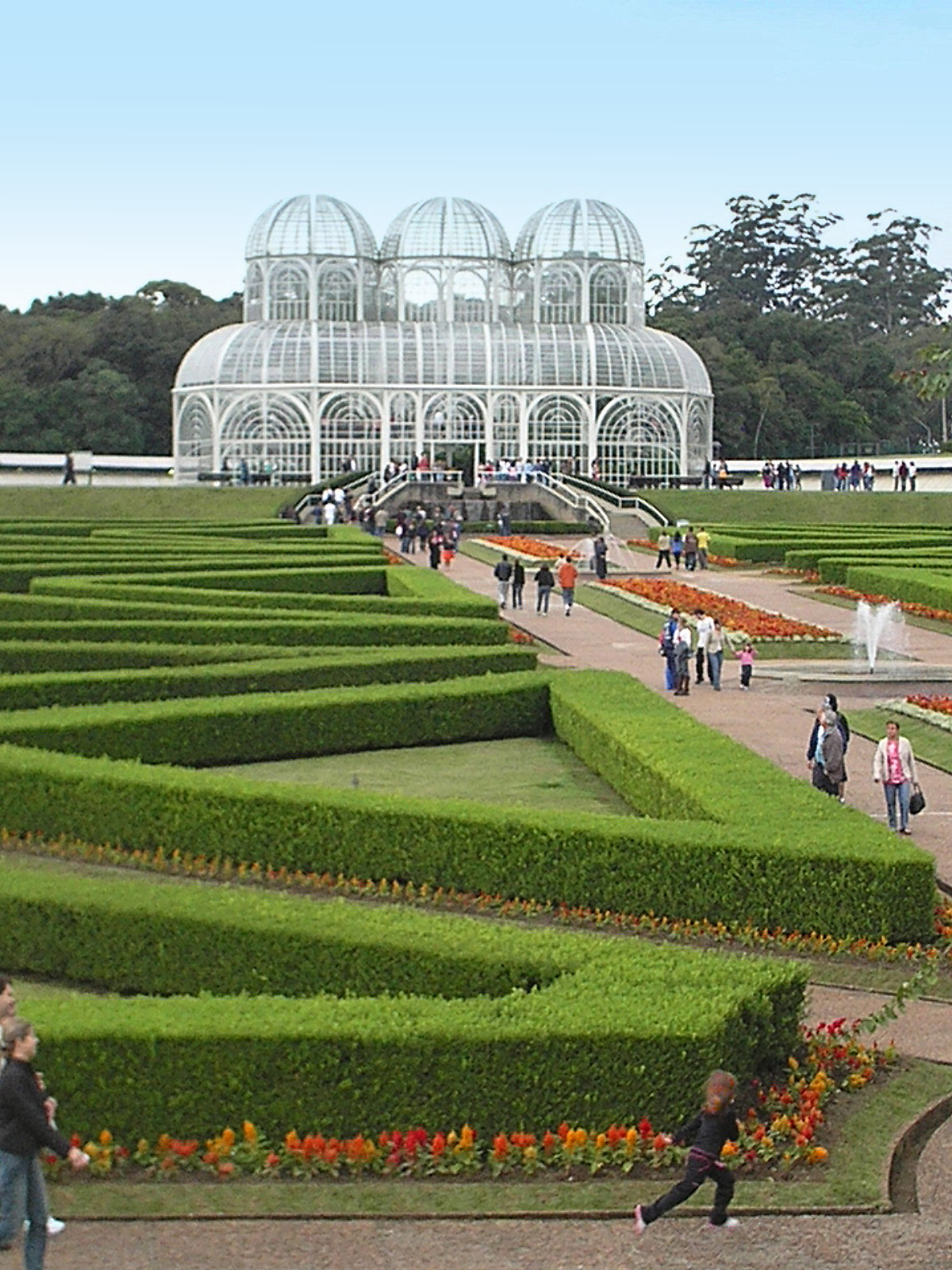
Hortus botanicus in Curitiba (Brazilië)

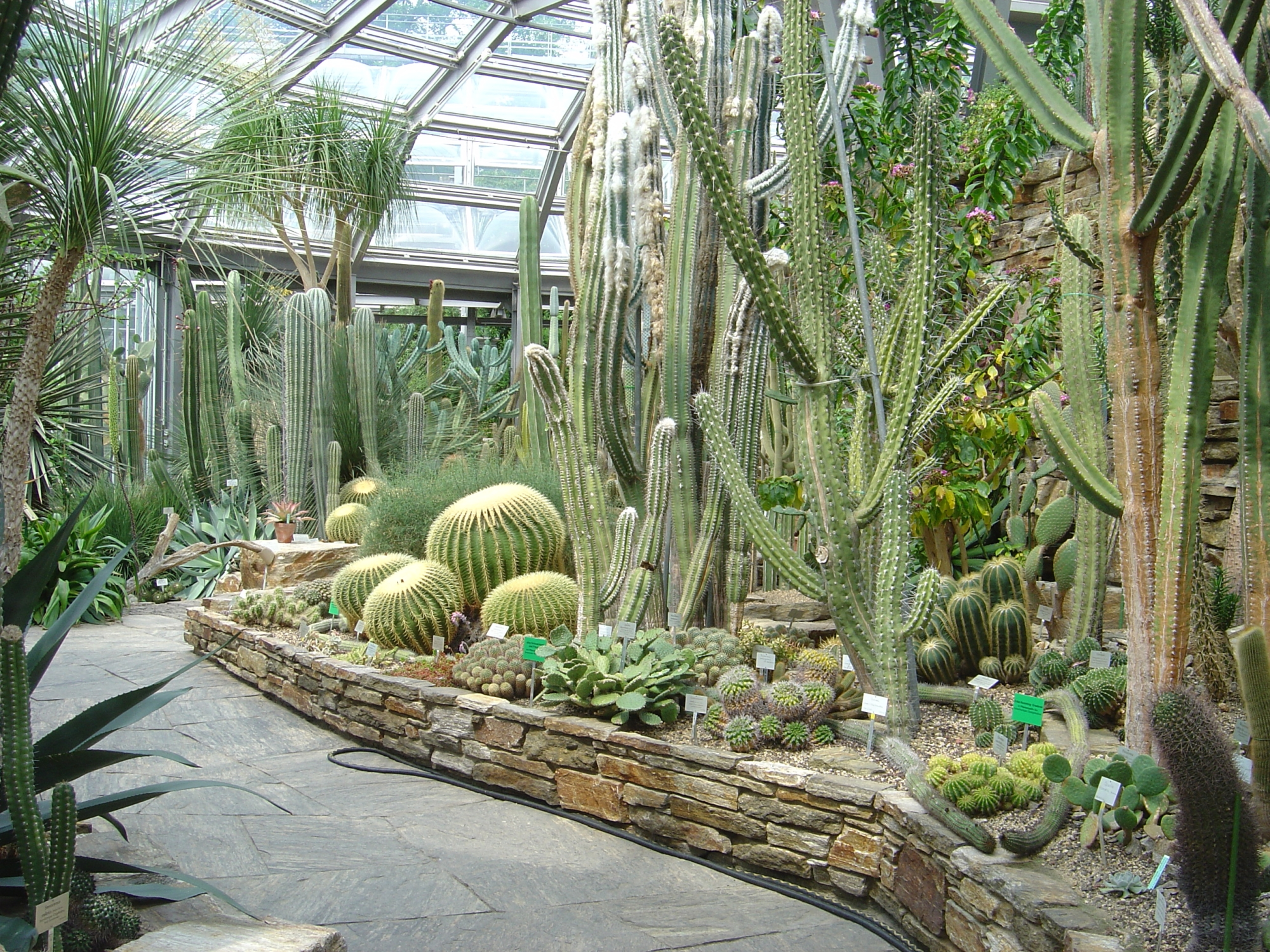
Succulentenkas van de Botanischer Garten Berlin.

Hortus botanicus is een traditionele naam voor wat tegenwoordig ook vaak een botanische tuin of in Vlaanderen ook wel plantentuin genoemd wordt. Het gaat daarbij om een tuin (of organisatie die onder andere een tuin beheert) met een wetenschappelijk karakter. 
In de meest strikte zin is een hortus botanicus een wetenschappelijke plantencollectie. De hortusdirecteur wordt wel prefect of praefectus horti genoemd. Onder de hortusdirecteur staat de hortulanus, de technische beheerder van de hortus. Een hortus is vaak aan een universiteit verbonden en kan aldaar samenwerken met een herbarium, al is het evengoed mogelijk dat het herbarium deel uitmaakt van de botanische tuin. In een hortus worden planten gekweekt. In sommige horti die al lang bestaan kunnen grote volwassen exemplaren van bomen en struiken gezien worden. De meeste botanische tuinen zijn gespecialiseerd. Er bestaan ook bijzondere vormen van botanische tuinen zoals een arboretum met hoofdzakelijk bomen en een pinetum met hoofdzakelijk coniferen. Een tuin met diverse soorten rozen wordt wel een rosarium genoemd, maar zal wellicht nooit een wetenschappelijk karakter dragen.
Naast het wetenschappelijk karakter hebben botanische tuinen in de 21e eeuw nog andere bijzondere taken. Duizenden plantensoorten zijn in meerdere of minder mate bedreigd. Botanische tuinen hebben als taak planten te bewaren in hun collecties, maar ook ze in de natuur voor uitsterven te behoeden.
De derde taak die botanische tuinen hebben is planten te tonen aan geïnteresseerden.